# Normalität
Normalität bezeichnet in der Soziologie das Selbstverständliche in einer Gesellschaft, das nicht mehr erklärt und über das nicht mehr entschieden werden muss. Dieses Selbstverständliche betrifft soziale Normen und konkrete Verhaltensweisen von Menschen. Es wird durch Erziehung und Sozialisation vermittelt.
In der Psychologie bezeichnet Normalität ein erwünschtes, akzeptables, gesundes, förderungswürdiges Verhalten im Gegensatz zu unerwünschtem, behandlungsbedürftigem, gestörtem, abweichendem Verhalten.